# ケイ・リー・レイ
ケイ・リー・レイ（Kay Lee Ray、1992年8月11日 - ）は、イギリスの女子プロレスラー。スコットランド・グラスゴー出身。

## 経歴
2009年5月30日、グラスゴー大会にてバトルロイヤルでデビュー。以来、スコットランドとイングランドのインディー団体に参戦。
2012年11月10日、サドベリーで行われたプロレスリングEVEのiPPV大会でさくらえみが持つJWP認定無差別級王座に挑戦。試合内容が評価され12月に初来日、JWP・我闘雲舞に参戦。
2014年4月、アメリカに渡りSHIMMER、SHINE、AIWに参戦。9月、TNA「ブリティッシュブートキャンプ」に登場。
2015年10月、WWE・NXTにゲスト参戦を果たす。
2016年1月、スターダムに来日。初戦は宝城カイリと組み、ケリー・スケーター&イーヴィー組とタッグマッチを時間切れ引き分け。1月17日、後楽園ホールにて岩谷麻優が持つハイスピード王座に挑戦するが、敗れる
2019年1月にWWEと契約を交わす。8月、トニー・ストームを下しNXT UK女子王座を獲得。
2024年6月、地元スコットランドで開催されたPPV Clash at the Castle: Scotlandでアイラ・ドーンとのユニットアンホーリー・ユニオンが勝利しWWE女子タッグチーム王座戴冠。

## 得意技

### フィニッシュ・ホールド
ゴリー・ボム
相手をゴリー・スペシャルの体勢で担ぎ上げ、相手の両ももを抱えて尻もちをつきながら相手をうつ伏せ状態になるように顔面にマットに叩きつける技。
スワントーンボム

### 打撃技
エルボー
バック・エルボー
ビンタ
ビッグブーツ
スーパーキック

### 投げ技
スープレックス
スーパープレックス
ゴードバスター
ブレーンバスターの体勢から後方ではなく前方に倒れこみ、相手をうつ伏せの状態で叩きつける。
ジャーマンスープレックス

### フォール技
スクールガール
スモール・パッケージホールド
ジャックナイフホールド

## タイトル歴
WWE・NXT
- NXT UK女子王座（第3代）

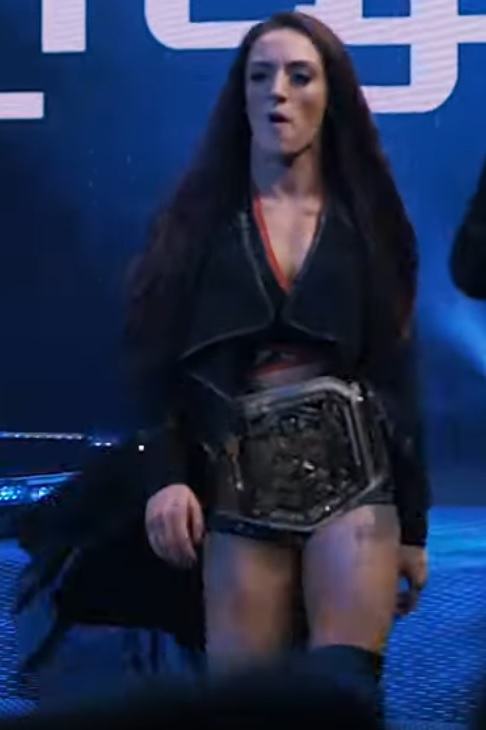
NXT UK女子王座

- 女子タスティ・ローズ・タッグチーム・クラシック 優勝（2022年）
  - パートナーは紫雷イオ。

プロレスリングEVE
- プロレスリングEVE王座

ICW
- ICW女子王座

WOS
- WOS女子王座